# Choque hidrostático

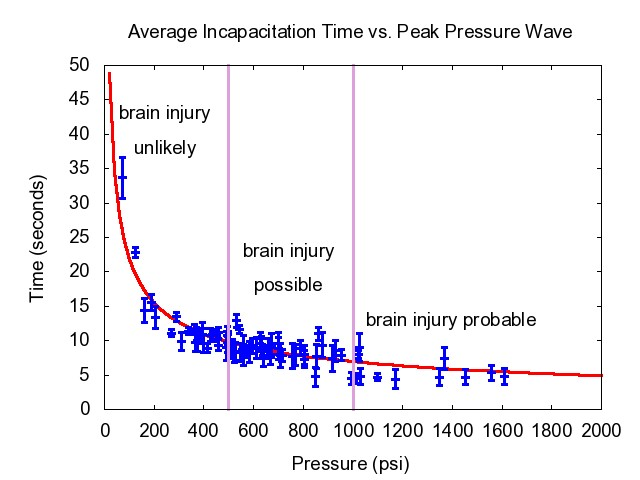
El tiempo medio hasta la incapacitación disminuye rápidamente con la magnitud de la onda de presión a medida que las magnitudes se aproximan a 500 psi (3.400 kPa). Véase: Relación entre la lesión cerebral traumática y las ondas de presión balísticas originadas en la cavidad torácica y las extremidades. Lesiones cerebrales 21(7): 657-662, 2007.

Choque hidrostático, también conocido como choque hidro, es el concepto controvertido de que un proyectil penetrante (como una bala) puede producir una onda de presión que causa «daños neurológicos remotos», «daños sutiles en tejidos neurales» y «efectos rápidos» en objetivos vivos. También se ha sugerido que los efectos de la onda de presión pueden causar fracturas óseas indirectas a distancia del trayecto del proyectil, aunque posteriormente se demostró que las fracturas óseas indirectas son causadas por los efectos de la cavidad transitoria (temporary) (tensión ejercida sobre el hueso por el desplazamiento radial del tejido producido por la formación de la cavidad transitoria).
Los defensores del concepto argumentan que el choque hidrostático puede producir daños neurológicos remotos y causar incapacitación más rápidamente que los efectos de la pérdida de sangre. En discusiones sobre las diferencias en el poder de detención entre calibres y entre modelos de cartuchos, los defensores de los cartuchos que son «ligeros y rápidos» (como el 9×19mm Parabellum) frente a los cartuchos que son «lentos y pesados» (como el .45 ACP) a menudo hacen referencia a este fenómeno.
Martin Fackler ha argumentado que las ondas de presión sónica no causan disrupción tisular y que la formación de la cavidad transitoria es la causa real de la disrupción tisular erróneamente atribuida a las ondas de presión sónica. Una revisión señaló que las opiniones encontradas dividían los artículos sobre si la onda de presión contribuye a la lesión de la herida. Concluyó finalmente que no se pudo encontrar «evidencia concluyente de efectos patológicos permanentes producidos por la onda de presión».

## Origen de la hipótesis
Una mención temprana del «choque hidrostático» apareció en Popular Mechanics en abril de 1942. 
En la literatura científica, la primera discusión sobre las ondas de presión creadas cuando una bala impacta un objetivo vivo es presentada por E. Harvey Newton y su grupo de investigación en la Universidad de Princeton en 1947:

Generalmente se reconoce que cuando un misil de alta velocidad impacta el cuerpo y se mueve a través de tejidos blandos, se desarrollan presiones que se miden en miles de atmósferas. En realidad, aparecen tres tipos diferentes de cambios de presión: (1) presiones de onda de choque o pulsos de alta presión agudos, formados cuando el misil golpea la superficie del cuerpo; (2) regiones de muy alta presión inmediatamente delante y a cada lado del misil en movimiento; (3) cambios de presión bajos y relativamente lentos conectados con el comportamiento de la cavidad explosiva temporal, formada detrás del misil. Tales cambios de presión parecen ser responsables de lo que los cazadores conocen como choque hidrostático: una transmisión hidráulica de energía que se cree causa la muerte instantánea de animales impactados por balas de alta velocidad (Powell (1)).
An Experimental Study of shock waves resulting from the impact of high-velocity missiles on animal tissues

Frank Chamberlin, un cirujano de trauma de la Segunda Guerra Mundial e investigador de balística, notó efectos de ondas de presión remotas. El Coronel Chamberlin describió lo que llamó «efectos explosivos» y «reacción hidráulica» de las balas en el tejido. «…los líquidos se ponen en movimiento por 'ondas de choque' o efectos hidráulicos… con tejidos llenos de líquido, los efectos y la destrucción de tejidos se extienden en todas las direcciones mucho más allá del eje de la herida». Evitó el uso ambiguo del término «choque» porque puede referirse a un tipo específico de onda de presión asociada con explosiones y proyectiles supersónicos o a una condición médica en el cuerpo.
El Coronel Chamberlin reconoció que muchas teorías han sido propuestas en balística de heridas. Durante la Segunda Guerra Mundial, comandó un centro hospitalario de 8,500 camas que trató a más de 67,000 pacientes durante los catorce meses que lo operó. P.O. Ackley estima que el 85% de los pacientes sufrían heridas de bala. El Coronel Chamberlin dedicó muchas horas a entrevistar a pacientes sobre sus reacciones a las heridas de bala. Realizó muchos experimentos con animales vivos después de su servicio. Sobre el tema de las teorías de balística de heridas, escribió:

Si tuviera que elegir una de estas teorías como dogma, seguiría apoyando la Reacción Hidráulica de los Fluidos Corporales más las reacciones en el Sistema Nervioso Central.
Coronel Frank Chamberlin, M.D.

Otros científicos de la era de la Segunda Guerra Mundial notaron efectos de ondas de presión remotas en los nervios periféricos. Había apoyo para la idea de efectos neurales remotos de las ondas de presión balísticas en las comunidades médica y científica, pero la frase «choque hidrostático» y frases similares que incluían «choque» fueron utilizadas principalmente por escritores de armas (como Jack O'Conner) y la industria de armas pequeñas (como Roy Weatherby, y Federal «Hydra-Shok»).

## Argumentos en contra
Martin Fackler, un cirujano de trauma de la Era de Vietnam, investigador de balística de heridas, coronel del Ejército de los Estados Unidos y jefe del Laboratorio de Balística de Heridas para el Centro de Entrenamiento Médico del Ejército de los Estados Unidos, Instituto Letterman, afirmó que el choque hidrostático había sido refutado y que la afirmación de que una onda de presión juega un papel en la lesión o incapacitación es un mito. Otros expresaron opiniones similares.
Fackler basó su argumento en el litotriptor, una herramienta comúnmente utilizada para romper cálculos renales. Un litotriptor usa ondas de presión sónica que son más fuertes que las causadas por la mayoría de las balas de pistola, pero no produce daño alguno en los tejidos blandos. Por lo tanto, Fackler argumentó que las ondas de presión balísticas no pueden dañar el tejido tampoco.
Fackler afirmó que un estudio de heridas de bala de rifle en Vietnam (Equipo de Efectividad de Municiones y Datos de Heridas) no encontró «casos de huesos rotos, o vasos principales desgarrados, que no fueran impactados por la bala penetrante. En solo dos casos, un órgano que no fue impactado (pero estaba a pocos centímetros del trayecto del proyectil), sufrió alguna disrupción». Fackler citó una comunicación personal con R. F. Bellamy. Sin embargo, los hallazgos publicados de Bellamy al año siguiente estimaron que el 10% de las fracturas en el conjunto de datos podrían deberse a lesiones indirectas, y se describe un caso específico en detalle (pp. 153–154). Además, el análisis publicado documenta cinco casos de heridas abdominales en casos donde la bala no penetró la cavidad abdominal (pp. 149–152), un caso de contusión pulmonar resultante de un impacto en el hombro (pp. 146–149), y un caso de efectos indirectos en el sistema nervioso central (p. 155). Los críticos de Fackler argumentan que su evidencia no contradice las lesiones distantes, como afirmó Fackler, sino que los datos del WDMET de Vietnam proporcionan evidencia de apoyo para ello.
Un resumen del debate se publicó en 2009 como parte de una Visión general histórica de la investigación en balística de heridas.

Fackler [10, 13] sin embargo, disputó la hipótesis de la onda de choque, afirmando que no hay evidencia física para apoyarla, aunque ya se había proporcionado cierto apoyo para esta hipótesis por Harvey [20, 21], Kolsky [31], Suneson et al. [42, 43], y Crucq [5]. Desde entonces, otros autores sugieren que hay evidencia creciente para apoyar la hipótesis de que las ondas de choque de balas de alta velocidad pueden causar daño relacionado con tejidos y daño al sistema nervioso. Esto se ha mostrado en varios experimentos usando modelos simulantes [24, 48]. Uno de los más interesantes es un estudio de Courtney y Courtney [4] que mostró un vínculo entre la lesión cerebral traumática y las ondas de presión originadas en la cavidad torácica y las extremidades.
Visión general histórica de la investigación en balística de heridas

## Lesiones distantes en los datos del WDMET
El Equipo de Efectividad de Municiones y Datos de Heridas (WDMET) recopiló datos sobre heridas sufridas durante la guerra de Vietnam. En su análisis de estos datos publicado en el Textbook of Military Medicine, Ronald Bellamy y Russ Zajtchuck señalan varios casos que parecen ser ejemplos de lesiones distantes. Bellamy y Zajtchuck describen tres mecanismos de lesiones distantes debido a transitorios de presión: 1) ondas de tensión 2) ondas de cizallamiento y 3) un impulso de presión vascular.
Tras citar la conclusión de Harvey de que «las ondas de tensión probablemente no causan ningún daño tisular» (p. 136), Bellamy y Zajtchuck expresan su opinión de que la interpretación de Harvey podría no ser definitiva porque escriben «la posibilidad de que las ondas de tensión de un proyectil penetrante también puedan causar daño tisular no puede descartarse» (p. 136). Los datos del WDMET incluyen un caso de contusión pulmonar resultante de un impacto en el hombro. El pie de la Figura 4-40 (p. 149) dice, «La lesión pulmonar puede ser el resultado de una onda de tensión». Describen la posibilidad de que un impacto en el músculo trapecio de un soldado causó parálisis temporal debido a «la onda de tensión que pasa a través del cuello del soldado causando indirectamente disfunción de la médula cervical» (p. 155).
Además de las ondas de tensión, Bellamy y Zajtchuck describen las ondas de cizallamiento como un posible mecanismo de lesiones indirectas en los datos del WDMET. Estiman que el 10% de las fracturas óseas en los datos pueden ser el resultado de lesiones indirectas, es decir, huesos fracturados por el paso de la bala cerca del hueso sin un impacto directo. Se cita un experimento chino que proporciona una fórmula que estima cómo disminuye la magnitud de la presión con la distancia. Junto con la diferencia entre la resistencia de los huesos humanos y la resistencia de los huesos animales en el experimento chino, Bellamy y Zajtchuck usan esta fórmula para estimar que las balas de rifle de asalto «que pasan a un centímetro de un hueso largo podrían muy bien ser capaces de causar una fractura indirecta» (p. 153). Bellamy y Zajtchuck sugieren que la fractura en las Figuras 4-46 y 4-47 es probablemente una fractura indirecta de este tipo. El daño debido a las ondas de cizallamiento se extiende a distancias aún mayores en las lesiones abdominales en los datos del WDMET. Bellamy y Zajtchuck escriben, «El abdomen es una región del cuerpo en la que el daño por efectos indirectos puede ser común» (p. 150). Las lesiones en el hígado y el intestino mostradas en las Figuras 4-42 y 4-43 se describen, «El daño mostrado en estos ejemplos se extiende mucho más allá del tejido que probablemente está en contacto directo con el proyectil» (p. 150).
Además de proporcionar ejemplos de los datos del WDMET para lesiones indirectas debido a la propagación de ondas de tensión y cizallamiento, Bellamy y Zajtchuck expresan una apertura a la idea de que los transitorios de presión que se propagan a través de vasos sanguíneos pueden causar lesiones indirectas. «Por ejemplo, los transitorios de presión que surgen de una herida de bala abdominal podrían propagarse a través de las venas cavas y el sistema venoso yugular hacia la cavidad craneal y causar un aumento precipitado en la presión intracraneal allí, con disfunción neurológica transitoria concomitante» (p. 154). Sin embargo, no se presentan ejemplos de este mecanismo de lesión de los datos del WDMET. Sin embargo, los autores sugieren la necesidad de estudios adicionales escribiendo, «Se necesitan datos clínicos y experimentales antes de que tales lesiones indirectas puedan confirmarse». Las lesiones distantes de esta naturaleza fueron confirmadas posteriormente en los datos experimentales de investigadores suecos y chinos, en los hallazgos clínicos de Krajsa  y en hallazgos de autopsias de Irak.

## Hallazgos de autopsias
Los defensores del concepto señalan los resultados de autopsias humanas que demuestran hemorragias cerebrales de impactos fatales en el pecho, incluidos casos con balas de pistola. Se seleccionaron treinta y tres casos de heridas torácicas penetrantes fatales por una sola bala de un conjunto mucho mayor al excluir todos los demás factores traumáticos, incluida la historia previa.

En casos seleccionados meticulosamente, el tejido cerebral fue examinado histológicamente; se tomaron muestras de los hemisferios cerebrales, ganglios basales, el puente, el bulbo raquídeo y del cerebelo. Se encontraron hemorragias en patrón de manguito alrededor de pequeños vasos cerebrales en todas las muestras. Estas hemorragias son causadas por cambios repentinos en la presión intravascular de la sangre como resultado de una compresión de grandes vasos intratorácicos por una onda de choque causada por una bala penetrante.
J. Krajsa

Un estudio de 8 meses en Irak realizado en 2010 y publicado en 2011 informa sobre autopsias de 30 víctimas de disparos impactadas con balas de rifle de alta velocidad (mayor a 2500 fps). Los autores determinaron que los pulmones y el pecho son los más susceptibles a lesiones distantes, seguidos por el abdomen. El estudio señaló que el «tamaño de la muestra fue tan pequeño [demasiado pequeño] para alcanzar el nivel de significancia estadística». Sin embargo, los autores concluyen:

Las lesiones distantes lejos del trayecto principal en lesiones por misiles de alta velocidad son muy importantes y casi siempre están presentes en todos los casos, especialmente en el pecho y el abdomen, y esto debe ser considerado por parte del patólogo forense y probablemente del cirujano general.
R. S. Selman et al.

## Inferencias de observaciones de ondas de presión de explosión

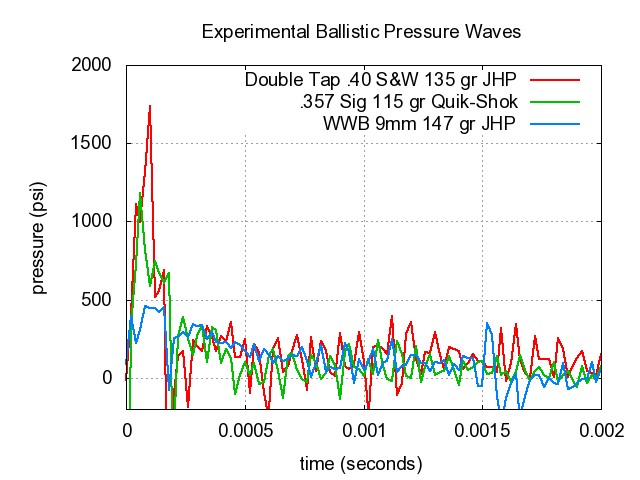
Ondas de presión balísticas creídas como el mecanismo del choque hidrostático que fueron medidas con un transductor de presión de alta velocidad para las cargas especificadas.

Una onda de choque puede crearse cuando un fluido es rápidamente desplazado por un explosivo o proyectil. El tejido se comporta de manera suficientemente similar al agua para que una onda de presión sónica pueda ser creada por el impacto de una bala, generando presiones superiores a 1500 psi (1055,3 mca).
Duncan MacPherson, un exmiembro de la Asociación Internacional de Balística de Heridas y autor del libro, Bullet Penetration, afirmó que las ondas de choque no pueden resultar de impactos de balas en el tejido. En contraste, Brad Sturtevant, un destacado investigador en física de ondas de choque en Caltech durante muchas décadas, encontró que las ondas de choque pueden resultar de impactos de balas de pistola en el tejido. Otras fuentes indican que los impactos balísticos pueden crear ondas de choque en el tejido.
Las ondas de presión de explosión y balísticas tienen similitudes físicas. Antes de la reflexión de la onda, ambas se caracterizan por un frente de onda pronunciado seguido por una decadencia casi exponencial a cortas distancias. Tienen similitudes en cómo causan efectos neurales en el cerebro. En el tejido, ambos tipos de ondas de presión tienen magnitudes, duración y características de frecuencia similares. Ambas han demostrado causar daño en el hipocampo. Se ha planteado la hipótesis de que ambas llegan al cerebro desde la cavidad torácica a través de los principales vasos sanguíneos.
Por ejemplo, Ibolja Cernak, una destacada investigadora en lesiones por ondas de explosión en el Laboratorio de Física Aplicada en la Universidad Johns Hopkins, planteó la hipótesis, «las alteraciones en la función cerebral tras la exposición a explosiones son inducidas por la transferencia de energía cinética de la sobrepresión de la explosión a través de grandes vasos sanguíneos en el abdomen y el tórax hacia el sistema nervioso central». Esta hipótesis está respaldada por observaciones de efectos neurales en el cerebro desde una exposición a explosiones localizada enfocada en los pulmones en experimentos en animales.

## Física de las ondas de presión balísticas

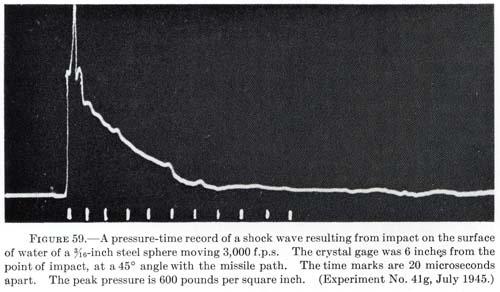
Medición de onda de presión balística de la era de la Segunda Guerra Mundial. El pico es 600 psi, la duración es 0.12 ms.

Varios artículos describen la física de las ondas de presión balísticas creadas cuando un proyectil de alta velocidad entra en un medio viscoso. Estos resultados muestran que los impactos balísticos producen ondas de presión que se propagan a una velocidad cercana a la del sonido.
Lee et al. presentan un modelo analítico que muestra que las ondas de presión balísticas no reflejadas se aproximan bien a una decadencia exponencial, que es similar a las ondas de presión de explosión. Lee et al. notan la importancia de la transferencia de energía:

Como sería de esperar, una estimación precisa de la pérdida de energía cinética por un proyectil es siempre importante para determinar las ondas balísticas.
Lee, Longoria, y Wilson

Los cálculos rigurosos de Lee et al. requieren conocer el coeficiente de arrastre y el área frontal del proyectil penetrante en cada instante de la penetración. Dado que esto generalmente no es posible con balas de pistola que se expanden, Courtney y Courtney desarrollaron un modelo para estimar las ondas de presión máximas de balas de pistola a partir de la energía de impacto y la profundidad de penetración en gelatina balística. Este modelo coincide con el enfoque más riguroso de Lee et al. para proyectiles donde ambos pueden aplicarse. Para balas de pistola que se expanden, la magnitud de la onda de presión máxima es proporcional a la energía cinética de la bala dividida por la profundidad de penetración.

## Efectos cerebrales remotos de las ondas de presión balísticas
Göransson et al. fueron los primeros investigadores contemporáneos en presentar evidencia convincente de efectos cerebrales remotos del impacto de balas en extremidades. Observaron cambios en las lecturas de EEG de cerdos disparados en el muslo. Un experimento posterior de Suneson et al. implantó transductores de presión de alta velocidad en el cerebro de cerdos y demostró que una onda de presión significativa alcanza el cerebro de cerdos disparados en el muslo. Estos científicos observaron apnea, lecturas de EEG deprimidas y daño neural en el cerebro causado por los efectos distantes de la onda de presión balística originada en el muslo.
Los resultados de Suneson et al. fueron confirmados y ampliados por un experimento posterior en perros que «confirmó que existe un efecto distante en el sistema nervioso central tras un impacto de misil de alta energía en una extremidad. Se encontró una onda de presión oscilante de alta frecuencia con gran amplitud y corta duración en el cerebro tras el impacto en la extremidad de un misil de alta energía...» Wang et al. observaron un daño significativo en las regiones del hipotálamo y el hipocampo del cerebro debido a los efectos remotos de la onda de presión balística.

## Efectos remotos de ondas de presión en la columna vertebral y órganos internos
En un estudio de una lesión por pistola, Sturtevant encontró que las ondas de presión de un impacto de bala en el torso pueden alcanzar la columna vertebral y que un efecto de enfoque de superficies cóncavas puede concentrar la onda de presión en la médula espinal produciendo una lesión significativa. Esto es consistente con otros trabajos que muestran lesiones de médula espinal remotas por impactos balísticos.
Roberts et al. presentan trabajos experimentales y modelado de elementos finitos que muestran que puede haber magnitudes de ondas de presión considerables en la cavidad torácica para proyectiles de pistola detenidos por un chaleco de Kevlar. Por ejemplo, un proyectil de 8 gramos a 360 m/s impactando un chaleco de nivel II del NIJ sobre el esternón puede producir un nivel estimado de onda de presión de casi 2.0 MPa (280 psi) en el corazón y un nivel de onda de presión de casi 1.5 MPa (210 psi) en los pulmones. Impactando sobre el hígado puede producir un nivel estimado de onda de presión de 2.0 MPa (280 psi) en el hígado.

## Transferencia de energía requerida para efectos neurales remotos
El trabajo de Courtney et al. apoya el papel de una onda de presión balística en la incapacitación y la lesión. El trabajo de Suneson et al. y Courtney et al. sugieren que los efectos neurales remotos pueden ocurrir con niveles de transferencia de energía posibles con pistolas, aproximadamente 500 pies⋅lbf (680 J). Usando técnicas bioquímicas sensibles, el trabajo de Wang et al. sugiere umbrales de energía de impacto aún más bajos para lesiones neurales remotas al cerebro. En el análisis de experimentos de perros disparados en el muslo, informan efectos neurales altamente significativos (p < 0.01), fácilmente detectables en el hipotálamo y hipocampo con niveles de transferencia de energía cercanos a 550 pies⋅lbf (750 J). Wang et al. reportan efectos menos significativos (p < 0.05) remotos en el hipotálamo con transferencia de energía justo por debajo de 100 pies⋅lbf (140 J).
Aunque Wang et al. documentan daño neural remoto para bajos niveles de transferencia de energía, aproximadamente 100 pies⋅lbf (140 J), estos niveles de daño neural son probablemente demasiado pequeños para contribuir a una incapacitación rápida. Courtney y Courtney creen que los efectos neurales remotos solo comienzan a hacer contribuciones significativas a la incapacitación rápida para niveles de onda de presión balística superiores a 500 psi (351,8 mca) (corresponde a transferir aproximadamente 300 pies⋅lbf (410 J) en 12 pulgadas (30,5 cm) de penetración) y se vuelven fácilmente observables por encima de 1000 psi (703,5 mca) (corresponde a transferir aproximadamente 600 pies⋅lbf (810 J) en 12 pulgadas (0,3 m) de penetración). Los efectos incapacitantes en este rango de transferencia de energía son consistentes con observaciones de lesiones espinales remotas, observaciones de EEG suprimidos y apnea en cerdos y con observaciones de efectos incapacitantes de ondas de presión balísticas sin un canal de herida.

## Otros hallazgos científicos
La literatura científica contiene otros hallazgos significativos sobre los mecanismos de lesión de las ondas de presión balísticas. Ming et al. encontraron que las ondas de presión balísticas pueden romper huesos. Tikka et al. reportan cambios de presión abdominal producidos en cerdos impactados en un muslo. Akimov et al. reportan sobre lesiones al tronco nervioso por heridas de bala en las extremidades.

## Choque hidrostático como factor en la selección de munición

### Selección de munición para autodefensa, militar y aplicación de la ley
En las comunidades de autodefensa, militar y aplicación de la ley, las opiniones varían respecto a la importancia de los efectos de heridas remotas en el diseño y selección de munición. En su libro sobre rescatadores de rehenes, Leroy Thompson discute la importancia del choque hidrostático al elegir un diseño específico de balas .357 Magnum y 9×19mm Parabellum. En Armed and Female, Paxton Quigley explica que el choque hidrostático es la verdadera fuente del «poder de detención». Jim Carmichael, quien sirvió como editor de tiro para la revista Outdoor Life durante 25 años, cree que el choque hidrostático es importante para un «efecto incapacitante más inmediato» y es una diferencia clave en el rendimiento de las balas de punta hueca .38 Special y .357 Magnum. En «La búsqueda de una pistola policial efectiva», Allen Bristow describe que los departamentos de policía reconocen la importancia del choque hidrostático al elegir munición. Un grupo de investigación en West Point sugiere cargas de pistola con al menos 500 pies⋅lbf (680 J) de energía y 12 pulgadas (304,8 mm) de penetración y recomienda:

No se debe estar demasiado impresionado por la propensión de las cargas de penetración superficial a producir ondas de presión más grandes. Los criterios de selección deben primero determinar la profundidad de penetración requerida para la evaluación de riesgos y la aplicación dada, y solo usar la magnitud de la onda de presión como un criterio de selección para cargas que cumplan con los requisitos mínimos de penetración. La expansión confiable, la penetración, la alimentación y el funcionamiento son todos aspectos importantes de la prueba y selección de carga. No abogamos por abandonar los aspectos de larga data del proceso de prueba y selección de carga, pero parece prudente considerar la magnitud de la onda de presión junto con otros factores.
Courtney y Courtney

Varias agencias de aplicación de la ley y militares han adoptado el cartucho 5.7×28mm. Estas agencias incluyen los SEAL de la Marina de los Estados Unidos y la rama del Servicio Federal de Protección del ICE. Esto está en contraste con factores como la colocación adecuada del disparo y la pérdida masiva de sangre, que casi siempre son tarde o temprano incapacitantes para casi todos los individuos.
El FBI recomienda que las cargas destinadas a aplicaciones de autodefensa y aplicación de la ley cumplan con un requisito mínimo de penetración de 12 pulgadas (304,8 mm) en gelatina balística y desaconseja explícitamente seleccionar rondas basadas en los efectos del choque hidrostático.

### Selección de munición para caza
El choque hidrostático se considera comúnmente como un factor en la selección de munición para caza. Peter Capstick explica que el choque hidrostático puede tener valor para animales hasta el tamaño de ciervo de cola blanca, pero la relación de transferencia de energía al peso del animal es una consideración importante para animales más grandes. Si el peso del animal excede la transferencia de energía de la bala, la penetración en una línea recta hacia un órgano vital es una consideración mucho más importante que la transferencia de energía y el choque hidrostático. Jim Carmichael, en contraste, describe evidencia de que el choque hidrostático puede afectar a animales tan grandes como búfalos del Cabo en los resultados de un estudio cuidadosamente controlado llevado a cabo por veterinarios en una operación de sacrificio de búfalos.

Mientras que virtualmente todas nuestras opiniones sobre el poder de derribo se basan en ejemplos aislados, los datos recopilados durante la operación de sacrificio se tomaron de varios animales. Aún más importante, los animales fueron luego examinados y diseccionados de manera científica por profesionales.

Como era de esperar, algunos de los búfalos cayeron donde fueron disparados y otros no, aunque todos recibieron impactos casi idénticos en el área vital del corazón-pulmones. Cuando se extrajeron los cerebros de todos los búfalos, los investigadores descubrieron que aquellos que habían sido derribados instantáneamente habían sufrido una ruptura masiva de vasos sanguíneos en el cerebro. Los cerebros de los animales que no habían caído instantáneamente no mostraron tal daño.
Jim Carmichael

Randall Gilbert describe el choque hidrostático como un factor importante en el rendimiento de la bala en ciervos de cola blanca, «Cuando [una bala] entra en el cuerpo de un ciervo de cola blanca, enormes ondas de choque acompañantes envían grandes cantidades de energía a través de los órganos cercanos, enviándolos a un paro o apagado». Dave Ehrig expresa la opinión de que el choque hidrostático depende de velocidades de impacto superiores a 1100 pies (335,3 m) por segundo. Sid Evans explica el rendimiento de la bala Nosler Partition y la decisión de Federal Cartridge Company de cargar esta bala en términos de la gran cavitación tisular y el choque hidrostático producidos por el diámetro frontal de la bala expandida. El Club de Caza de América del Norte sugiere cartuchos de caza mayor que creen suficiente choque hidrostático para derribar rápidamente a los animales.